# Mark Milley
Mark Alexander Milley (Winchester, 20 giugno 1958) è un generale statunitense, capo di stato maggiore dell'Esercito degli Stati Uniti dal 14 agosto 2015 al 9 agosto 2019 e capo dello stato maggiore congiunto dal 1º ottobre 2019 fino al 30 settembre 2023.

## Biografia

### Educazione
Da giovane si iscrisse all'Università di Princeton, dove conseguì il Bachelor of Arts in scienze politiche. Successivamente si laureò in relazioni internazionali alla Columbia University e in studi sulla sicurezza internazionale al Naval War College, intraprendendo due Master of Arts. Nel 1980 divenne ufficiale dell'esercito statunitense.

### Carriera militare
Nel corso della sua carriera ricoprì diversi incarichi: dal dicembre 2003 al luglio 2005 fu comandante della 2ª Brigata di combattimento della 10ª Divisione da montagna; dal luglio 2007 all'aprile 2008 fu vice comandante della 101ª Divisione aviotrasportata; dal novembre 2011 al dicembre 2012 prestò servizio come comandante della 10ª Divisione da montagna; dalla fine del 2012 al 2014 comandò il 3º Corpo d'armata, con sede a Fort Hood, in Texas; infine, dal 15 agosto 2014 al 9 agosto 2015 fu comandante generale del comando della forze armate statunitensi. Ha ricoperto l'incarico di Capo di stato maggiore dell'Esercito degli Stati Uniti, dal 14 agosto 2015 al 9 agosto 2019. Il 1º ottobre 2019 è stato nominato Capo dello stato maggiore congiunto, incarico portato a termine il 30 settembre 2023, quando a succedergli nell'incarico è stato il generale Charles Q. Brown Jr..